# Simpelveld (plaats)
Simpelveld (Limburgs: Zumpelveld) is een kerkdorp in het zuidoosten van de Nederlandse provincie Limburg. Het is de hoofdplaats van de gelijknamige gemeente Simpelveld. Het dorp ligt ongeveer zeven kilometer ten zuiden van Heerlen en telt 5.315 inwoners.
Het dorp zelf is gelegen in het Eyserbeekdal, het beekdal van de Eyserbeek, die bij het zuidelijker gelegen dorp Bocholtz ontspringt. Dit dal kent steile hellingen, met boven op de heuvelplateaus weidse uitzichten. Tegen een van deze hellingen is een woonwijk gebouwd, genaamd Hulsveld.

## Geschiedenis
70 tot 120 miljoen jaar lag het gebied waar tegenwoordig Simpelveld ligt midden in de Krijtzee. De verschillende soorten ondergrond, (Kunraderkalk, Gulpens krijt, Akens zand en Vaalser groenzand), zijn alle uit die tijd afkomstig. De krijtafzettingen zijn in wezen de kalkrijke skeletten van kleine zeediertjes.
Een miljoen jaar geleden stroomde de rivier de Maas nog door de streek rondom Simpelveld. Alleen het gebied rondom Vrouwenheide en Huls bevond zich toen als een eilandje boven de waterspiegel. De Maas stroomde nog vanuit Wezet (Visé) in oostelijke richting. Het rivierbed moet destijds zeer breed zijn geweest. Dat veranderde doordat de uitlopers van de Ardennen zich door verdergaande bodemverheffing tot hier gingen uitstrekken, waardoor de rivier in westelijke richting opschoof.

### Oudste bewoners
Rond 4000 v.Chr. woonden in de streek waarin Simpelveld is gelegen landbouwers in huttendorpen. Deze mensen worden tegenwoordig bandkeramiekers genoemd vanwege de versiering van hun aardewerk.

### Romeinse tijd
Het is niet zeker of rond 50 v.Chr., toen de Romeinen in deze streek kwamen, mensen woonden in het huidige Simpelveld. Wel is vrijwel zeker dat het tracé van de huidige Stampstraat toen al bestond. Tevens was er een weg die leidde naar Heerlen (Coriovallum) en naar de Romeinse villa's in Bocholtz.

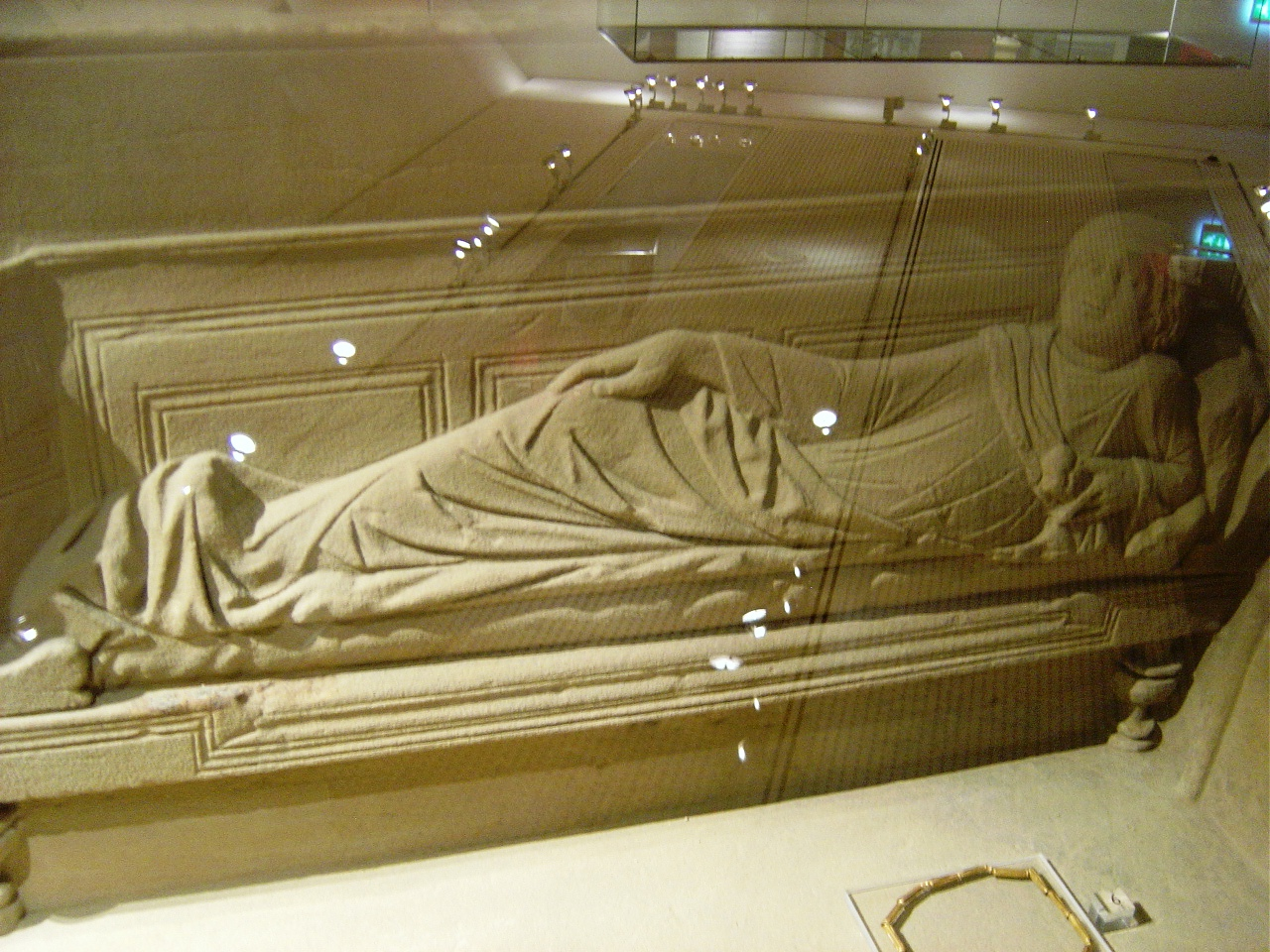
Sarcofaag van Simpelveld

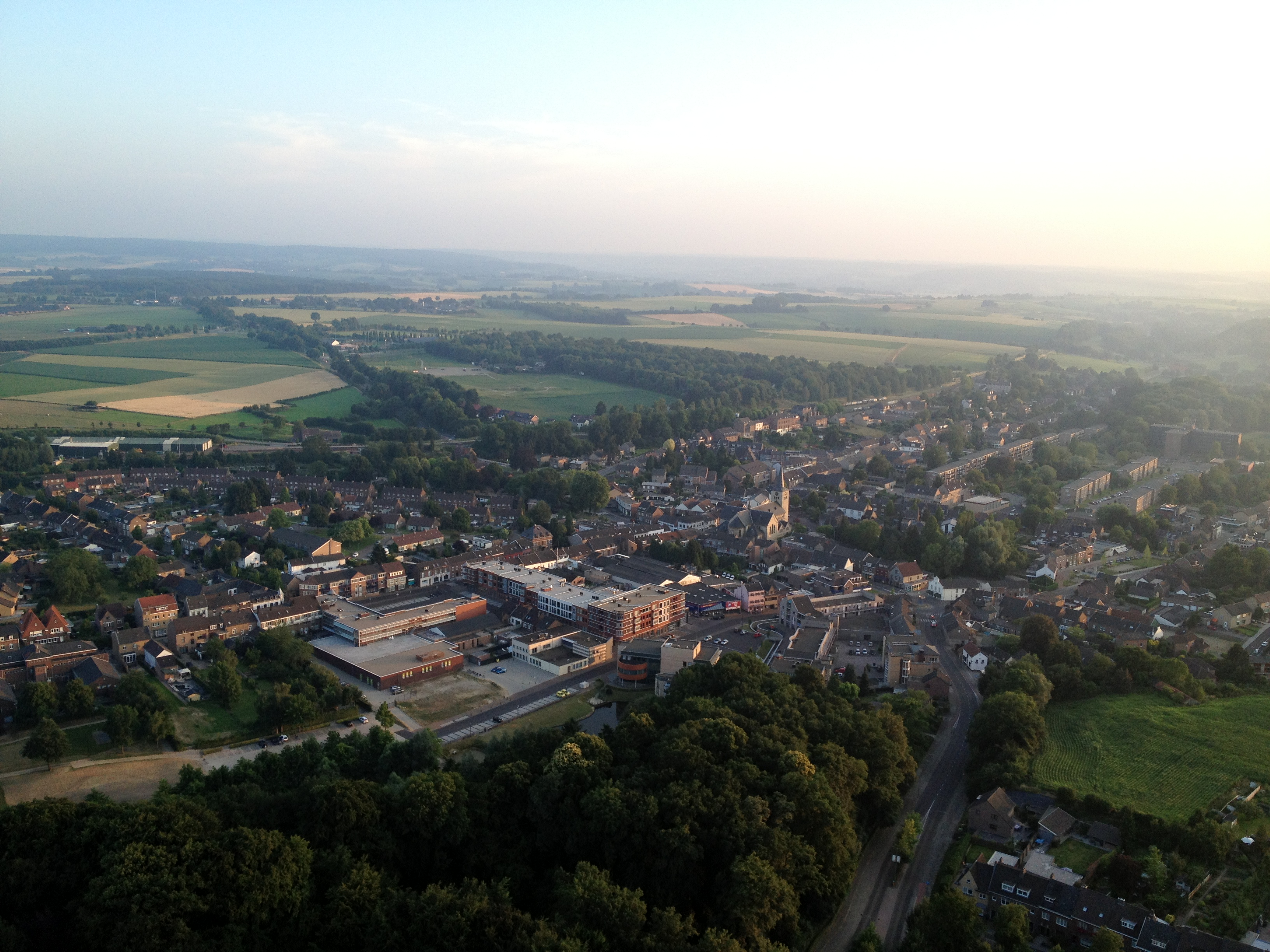
Luchtfoto van Simpelveld

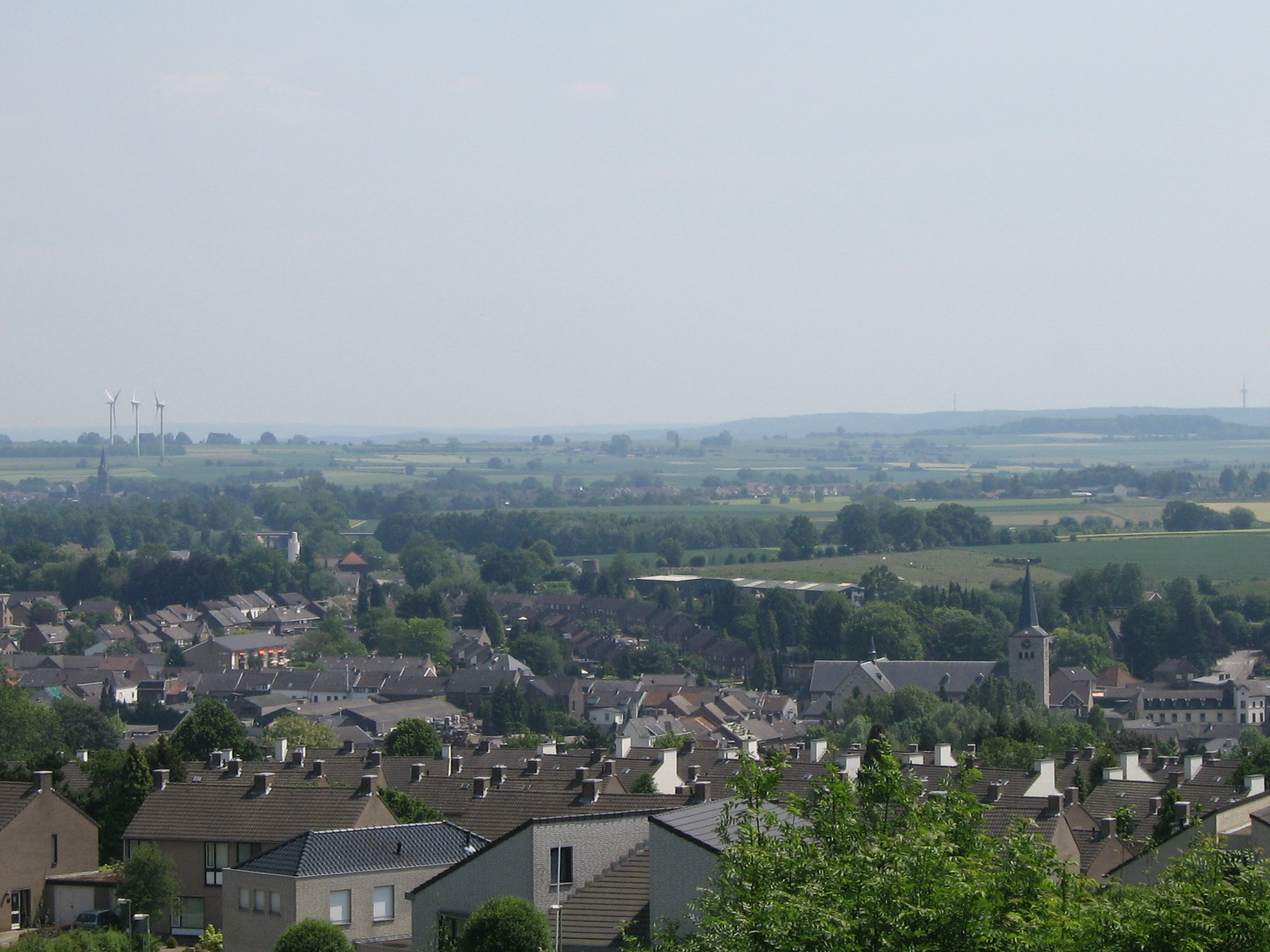
Dorpskom en omgeving Simpelveld gezien vanaf nabijgelegen helling

In het gebied rondom Simpelveld zijn diverse Romeinse villa's opgegraven, villae rusticae, die zijn gebouwd in de 1e eeuw na Chr. Deze bleven waarschijnlijk bewoond tot de 3e eeuw. Vanwege de brandsporen vermoedt men dat ze verwoest zijn bij een inval van Germanen na het jaar 250. De belangrijkste waren de Romeinse villa Simpelveld-De Molt, de Romeinse villa Bocholtz-Vlengendaal en de Romeinse villa Bocholtz-Dellender.
Op 11 december 1930 werden enkele zandstenen doodskisten of sarcofagen uit de Romeinse tijd opgegraven. Een ervan is inmiddels wijd en zijd bekend als de sarcofaag van Simpelveld. Deze is ongeveer 2,40 bij 1,05 meter, van zandsteen en met gebroken deksel. Zij is deels geplunderd aangetroffen. De binnenkant is bijzonder, omdat deze in reliëf is gebeeldhouwd. Deze kist was het graf van een rijke vrouw en bevindt zich, samen met de vondsten, in de verzameling van het Rijksmuseum van Oudheden te Leiden. Het gemeentehuis van Simpelveld en het Thermenmuseum in Heerlen bezitten beide een replica.

### Middeleeuwen
In 1924 werd aan de Rolduckerweg bij het voetpad aan de Hoge Berg een merovingisch grafveld ontdekt, waarbij onder andere twee zwaarden en spitsbuikig aardewerk ("knikwandpotten") werd gevonden. In 2009 vond in het centrum van Simpelveld (Markt-Marktstraat-Kloosterstraat) een archeologische opgraving plaats, waarbij naast Romeinse vondsten, onder andere vroegmiddeleeuws aardewerk en andere bewoningssporen uit de vroege en latere middeleeuwen werden opgegraven. Uit de vondsten kan geconcludeerd worden dat het dorp vanaf de Romeinse tijd een continue bewoningsgeschiedenis gekend heeft.
Informatie over de herkomst van de naam Simpelveld is afkomstig uit middeleeuwse kronieken en andere manuscripten. In de Annales Rodenses van de abdij Rolduc uit 1137 wordt het dorp "Simplevei" genoemd. In 1147 vermeldt dezelfde kroniek "Simpleviensis ecclesia", oftewel de kerk van Simpelveld. In 1155 worden de namen "Semplovei" en "Senplovoir" gebezigd. Tot en met 1330 heeft men het echter meestal over "Semplevei" of "Sempelvey". Pas vanaf 1334 wordt de naam Simpelveld vermeld.
Vanaf de 13e eeuw behoorden Simpelveld en Bocholtz tot het land van 's-Hertogenrade. In 1626 werd het grondgebied losgemaakt uit het land van 's-Hertogenrade en verheven tot een heerlijkheid met een eigen schepenbank waarbij ook de hoge jurisdictie werd verkregen. De heerlijkheid was in handen van de familie Van de Bongard die woonachtig was op kasteel De Bongard in Bocholtz. Simpelveld had gedurende de Tachtigjarige Oorlog zwaar te lijden onder oorlogshandelingen, waarbij de Sint-Remigiuskerk verwoest werd. In 1773 kwam de heerlijkheid in handen van de adellijke familie de Rochau. In 1795 had Simpelveld 1673 inwoners.

### Zelfstandige gemeente
Bij de gemeentelijke herindeling van 1982 werden de tot dan toe zelfstandige gemeenten Simpelveld en Bocholtz samengevoegd. De naam van de fusiegemeente werd Simpelveld. Ook al voor deze fusie maakten de gehuchten Huls (met 360 inwoners), Molsberg (met 150 inwoners) en het zeer kleine Bosschenhuizen deel uit van de gemeente Simpelveld.

## Bezienswaardigheden
- In Simpelveld bevindt zich een uit 1878 daterend klooster, Huize Loreto genaamd. Het heeft een relatief grote neogotische kloosterkapel en dient als algemeen moederhuis van de Zusters van het Arme Kind Jezus. Het klooster omvat zeven rijksmonumenten. Sinds 2018 is Museum de Schat van Simpelveld in het klooster gevestigd.
- Iets buiten het dorp, achter de Miljoenenlijn, bevindt zich nog een voormalig klooster. Dit klooster, dat de naam Huize Damiaan, of Damianeum, draagt, werd gesticht door de Paters Damianen, maar is sinds 2004 niet meer bewoond door monniken en wordt inmiddels gebruikt als academie voor een opleiding tot butler.
- De Sint-Remigiuskerk in het centrum van het dorp is in 1921 gebouwd en heeft een neoromaans uiterlijk. De toren is er een aantal jaren later, in 1935, aan vast gebouwd. Het geheel is opgetrokken in Kunradersteen en oogt typisch Limburgs.
- Het Heilig Hartbeeld van 1940.
- De Lourdesgrot in het Hellingbos.
- De Heilig-Hartkapel in het Hellingbos.
- Kapel Rodeput, voluit de Onze-Lieve-Vrouw-Sterre-der-Zeekapel, betreedbare kapel gewijd aan Onze-Lieve-Vrouw Sterre der Zee, van 1951, in buurtschap Rodeput, gerenoveerd in 1987. Bevat een afbeelding van de patrones, uitgevoerd in opaline, en enkele glas-in-loodramen.
- De Mariakapel, een niskapel in natuurgebied Klingeleberg
- De Sint-Jozefkapel, een kapel aan de Brandstraat
- De oude watermolen, daterend uit 1650, is een nationaal monument. Van de oorspronkelijke molen zijn onder andere het molenhuis en het ijzeren middenslag waterrad, met de bijbehorende watergoot, nog zichtbaar.[5]
- De Bulkemsmolen is een voormalige watermolen van 1753.
- Uit het mijnverleden stamt nog een koeltoren van de brikettenfabriek uit 1922 aan de Schiffelderstraat 44; en het gasstation van Limagas uit 1937 aan de Panneslagerstraat 5a.

Zie ook
- Lijst van rijksmonumenten in Simpelveld

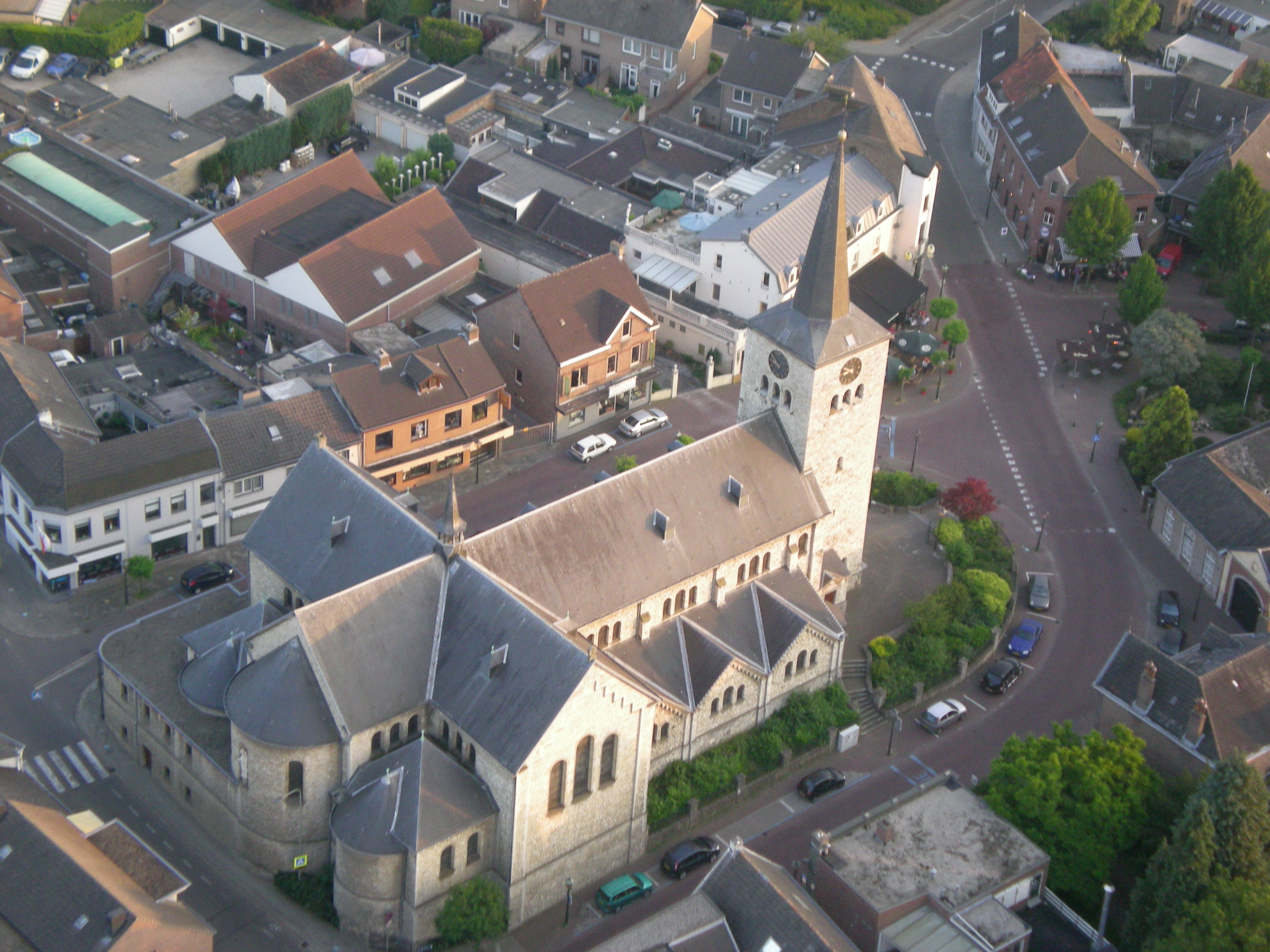
Sint-Remigiuskerk
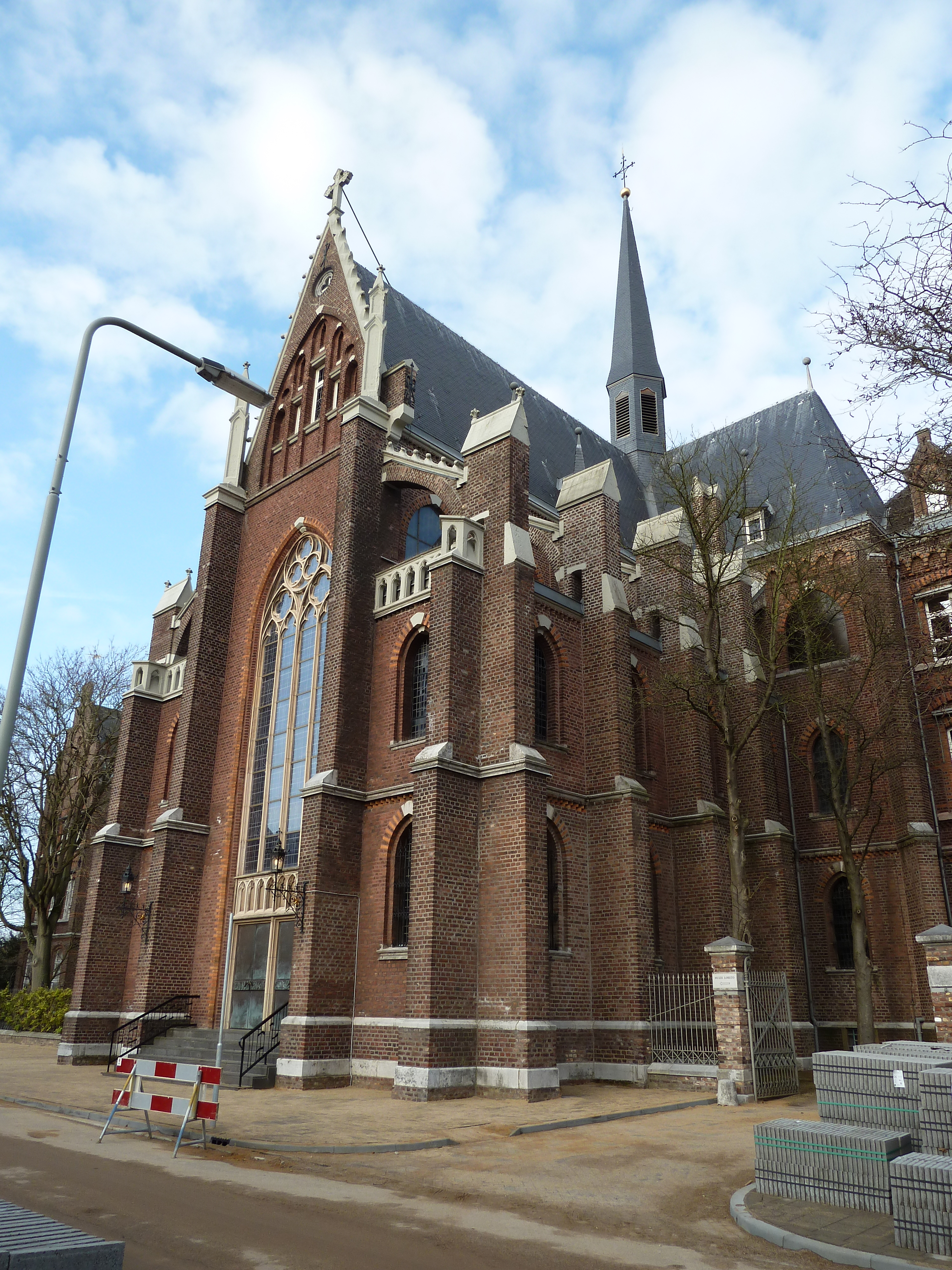
Kapel Huize Loreto
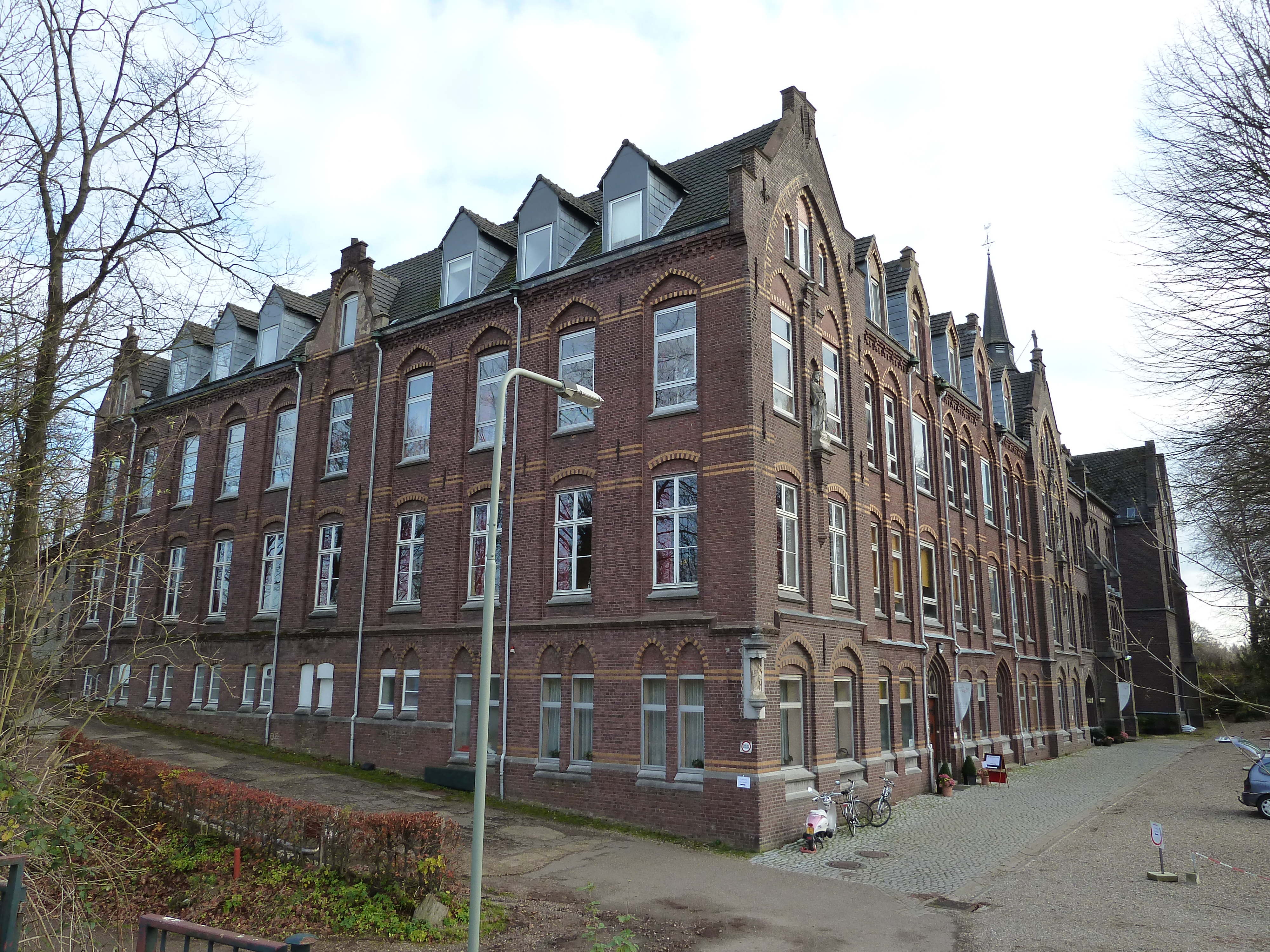
Huize Damiaan
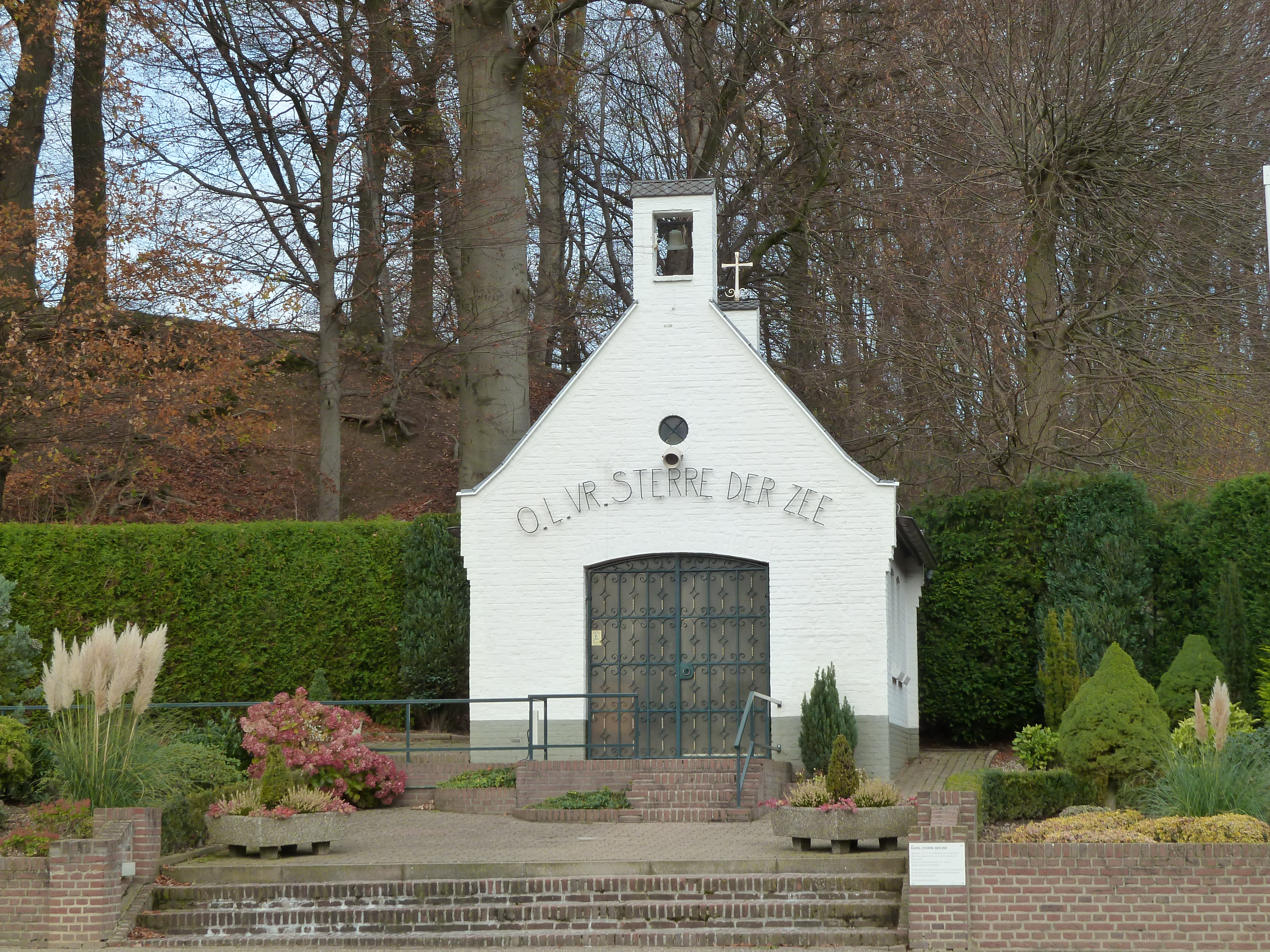
Kapel Rodeput
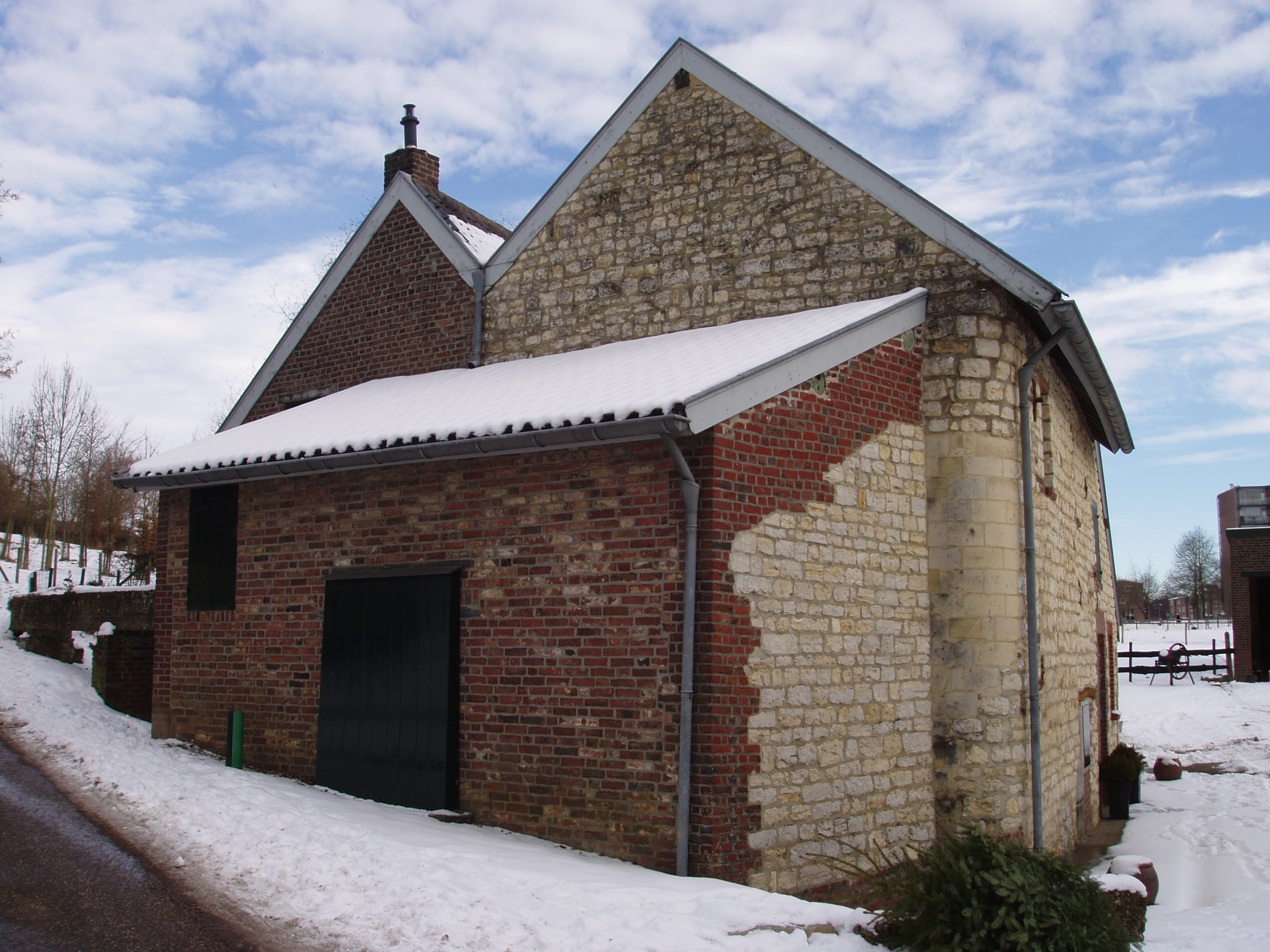
Oude Molen
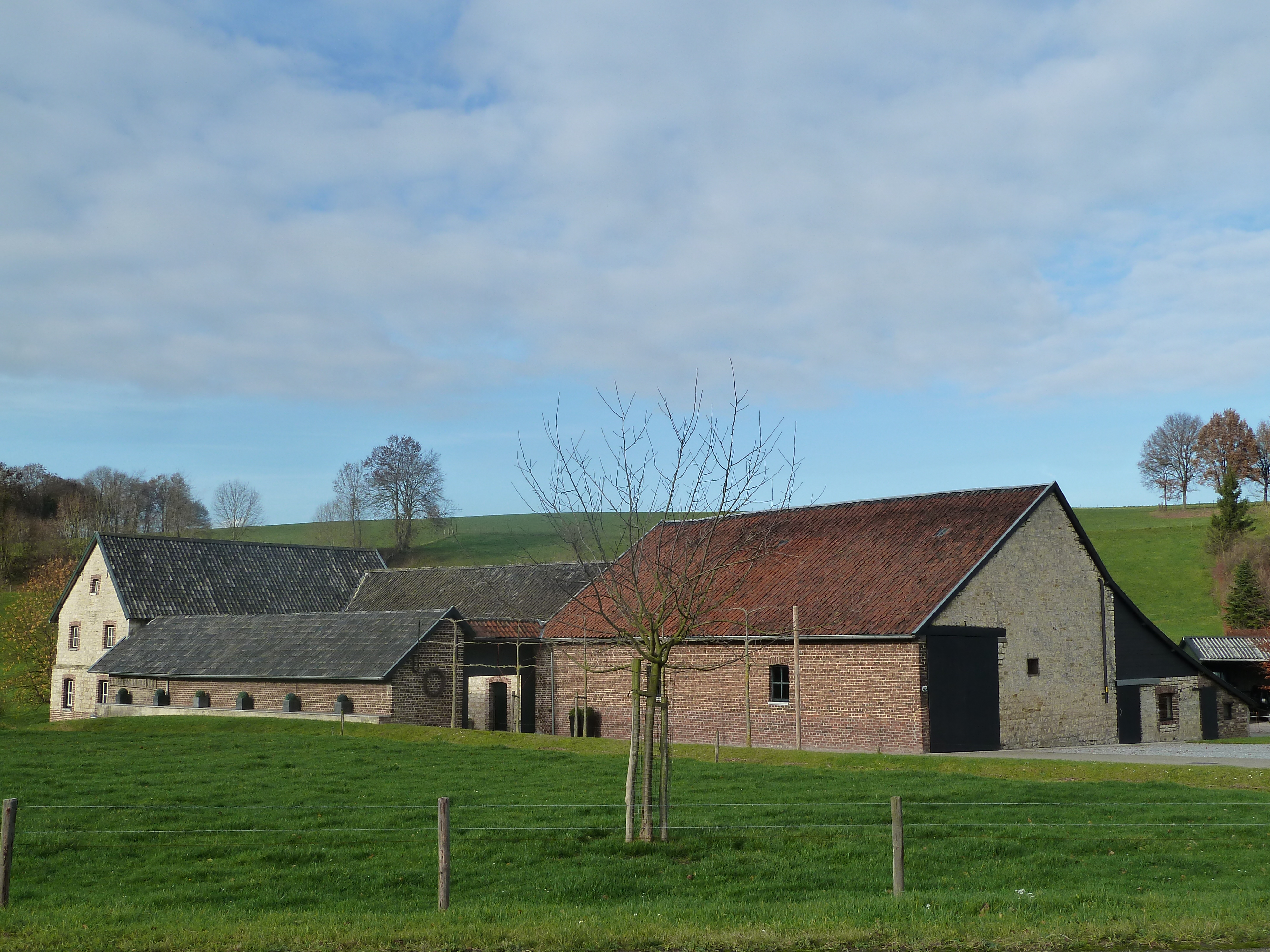
Bulkemsmolen
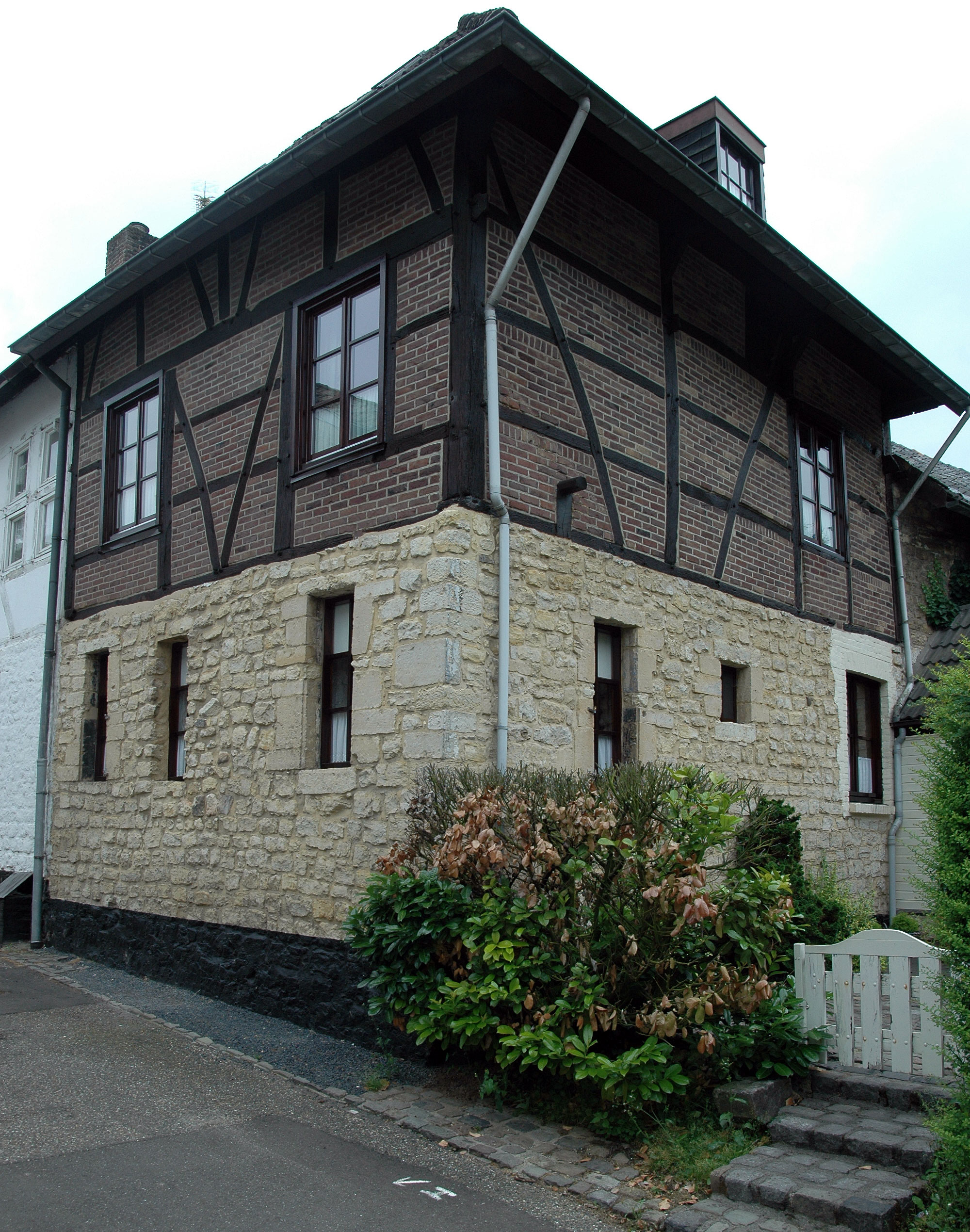
Oude Molenstraat 2
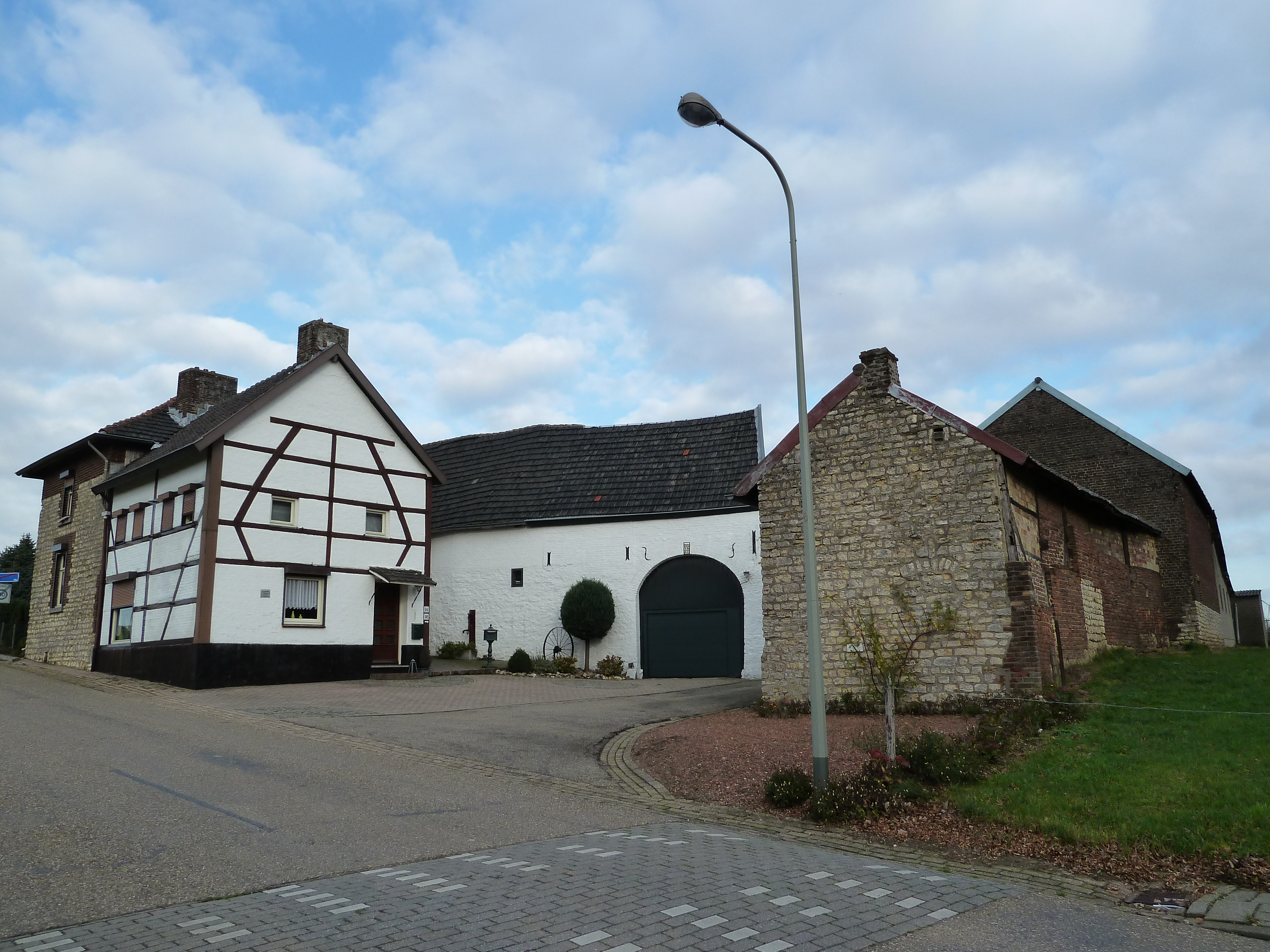
Hoeve Molsberg 96
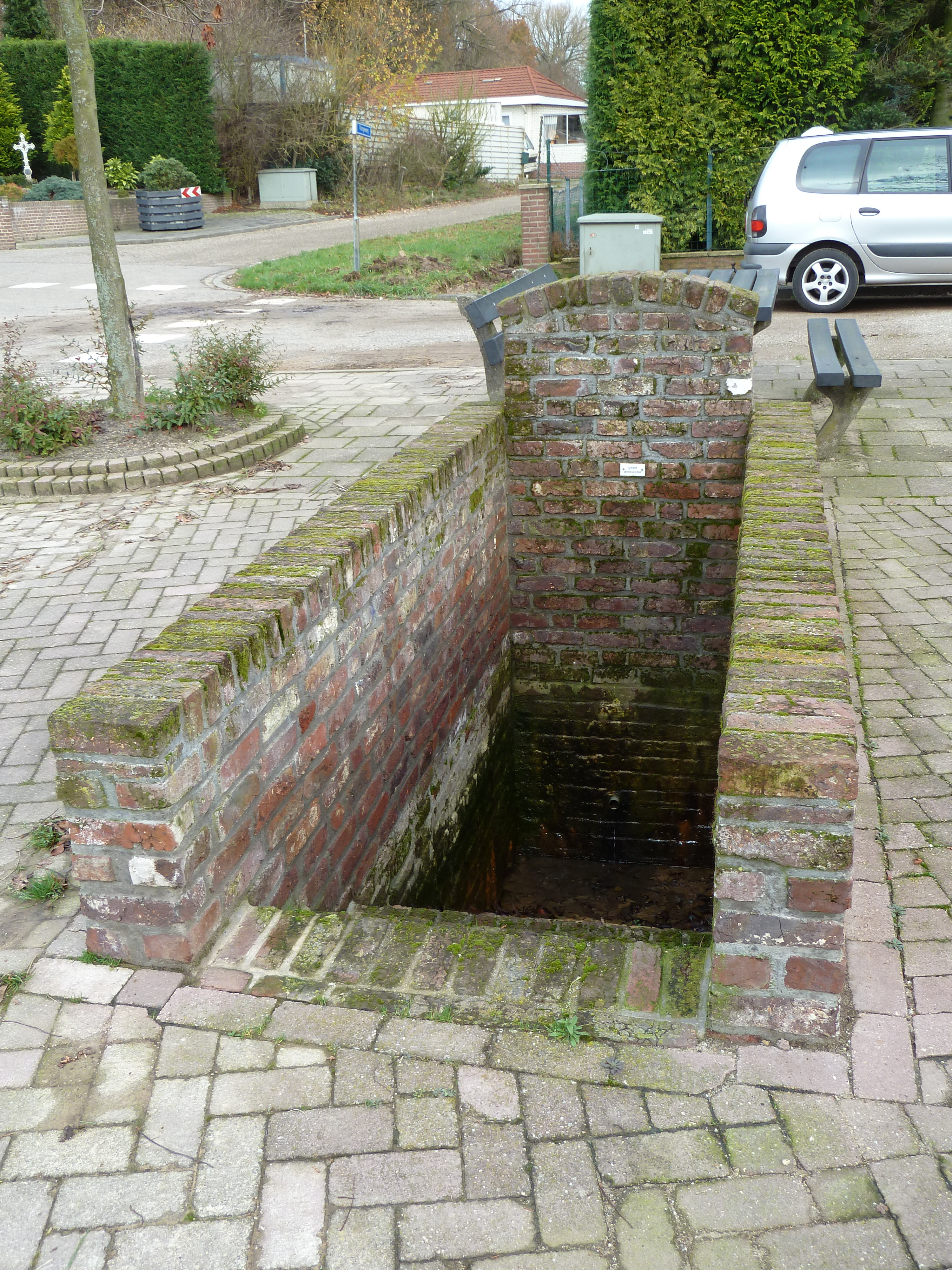
Rodeput
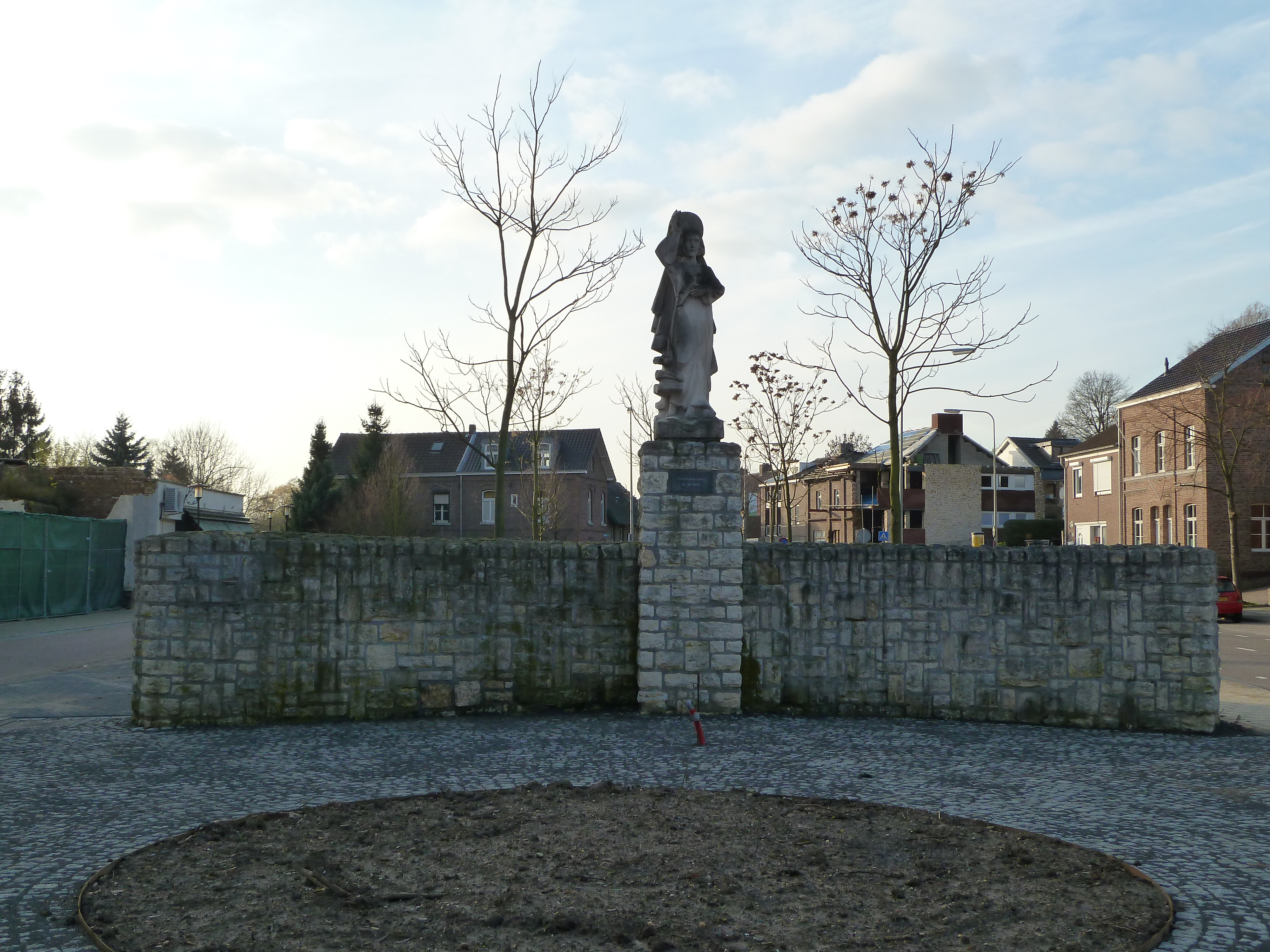
Heilig HartBeeld
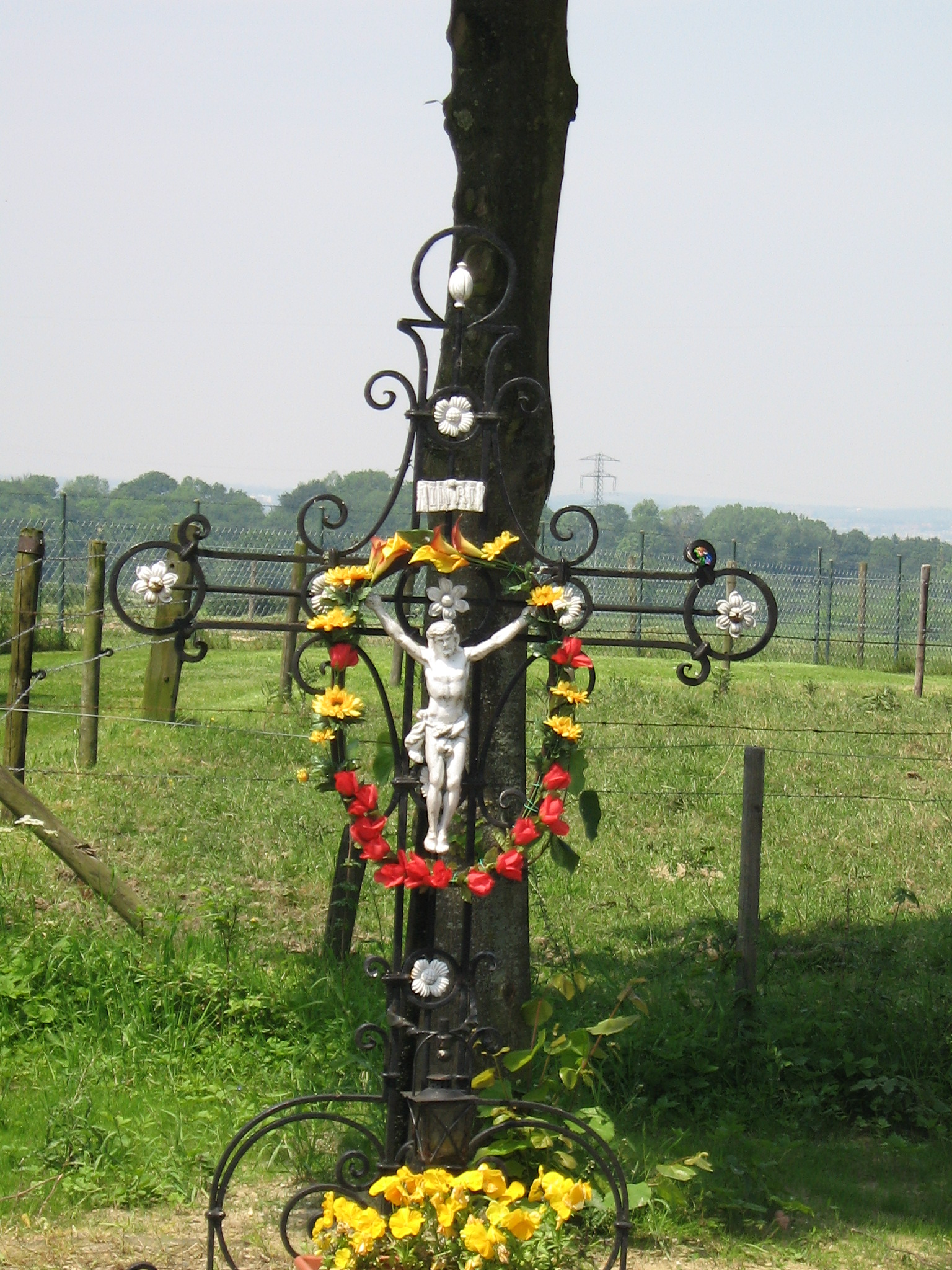
Wegkruis De Huls
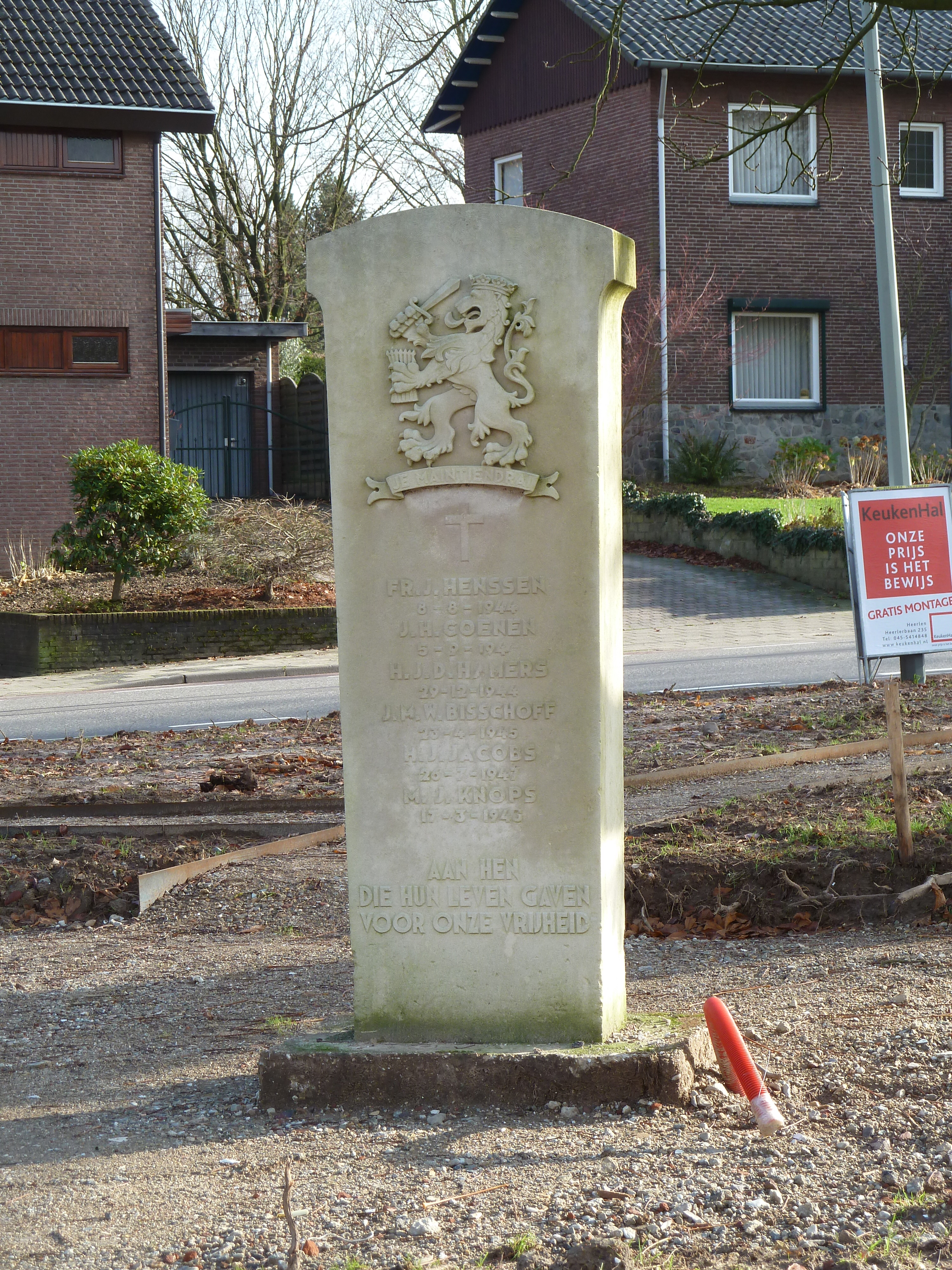
Gedenksteen

## Natuur en landschap
Simpelveld ligt in het dal van de Eyserbeek op een hoogte van ongeveer 140 meter. De beekdal vormt de scheiding tussen het Plateau van Ubachsberg in het noorden, en het Plateau van Bocholtz in het zuiden. Mede door de nabijheid van de Oostelijke Mijnstreek is de plaats sterk gegroeid. De omgeving van Simpelveld is sterk glooiend, er zijn enkele holle wegen en stukjes hellingbos, waaronder het Hellingbos achter Huize Loreto. Ten oosten van het dorp ontspringt de Sourethbeek.

## Verkeer en vervoer

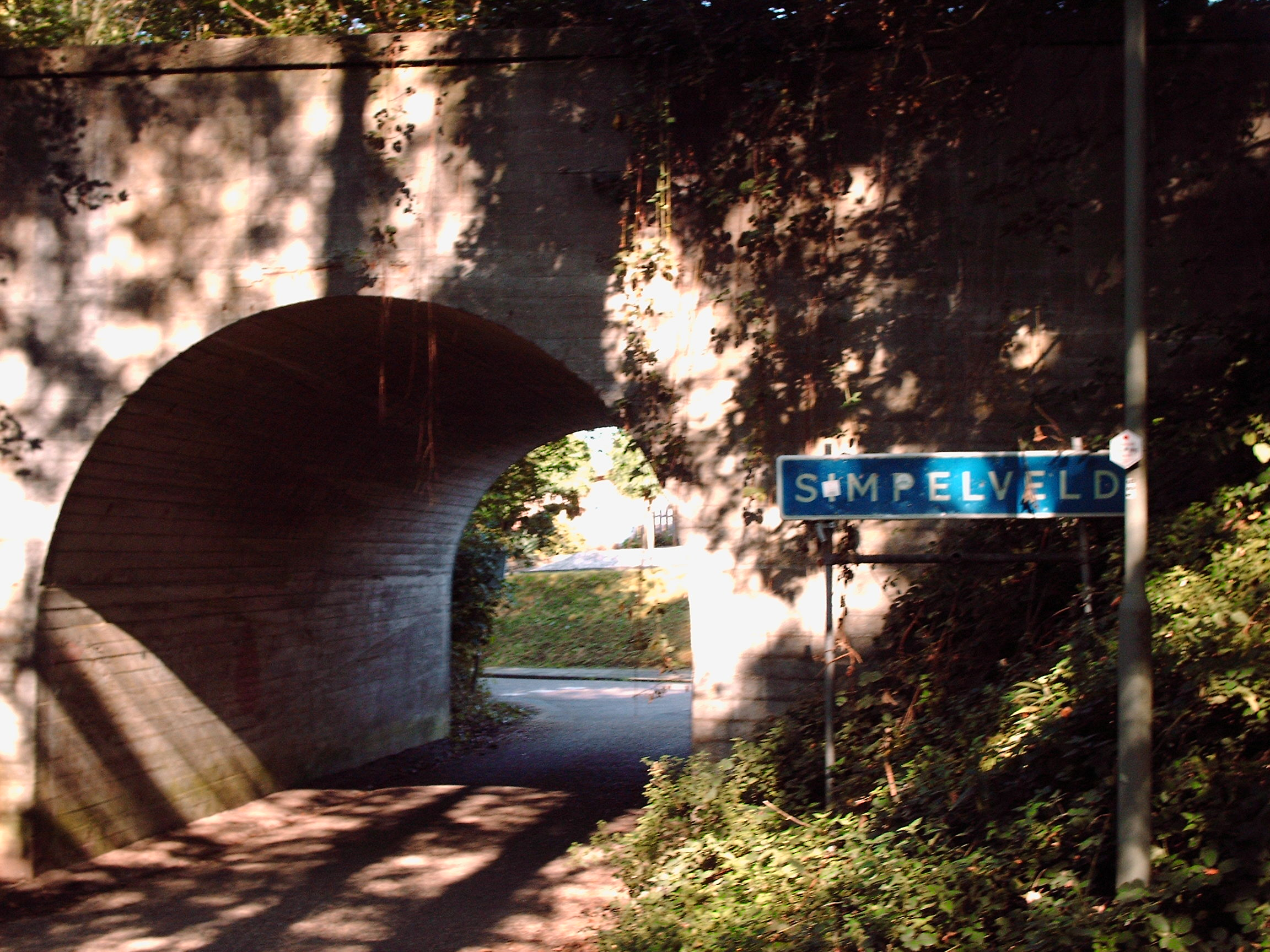
Plaatsnaambord bij tunnel Miljoenenlijn

Simpelveld ligt aan de zogenaamde Miljoenenlijn, een spoorlijn die in 1934 is aangelegd voor het transport van steenkool uit de mijnen en die tegenwoordig nog slechts een toeristische functie heeft. De aanleg van deze spoorlijn leidde tot groei van Simpelveld. Op deze lijn rijdt gedurende de zomermaanden en op zondagen een stoomtrein van de Zuid-Limburgse Stoomtrein Maatschappij. Bij Simpelveld takt van deze lijn een andere lijn af richting Bocholtz en het Duitse Vetschau. Op deze lijn rijdt een railbus. Tot 1992 bestond een verbinding met Aken. Later is het deel van de spoorbaan tussen Vetschau en het nabijgelegen Richterich opgebroken. Station Simpelveld bestaat nog steeds.
Naast spoorwegen kent Simpelveld autowegen, met name de A76, welke naar Duitsland loopt en de N281, welke de voorgaande weg kruist bij knooppunt Bocholtz. Hierdoor is Simpelveld in het noordoosten en het zuidoosten geheel door autowegen omgeven.
Simpelveld is een van de plaatsen op de Mergellandroute.

## Dialect
In Simpelveld is het streekdialect, het Ripuarisch, nog springlevend. Zoals in veel Limburgse dorpen die dicht bij de Duitse grens liggen, bevat het dialect in Simpelveld relatief veel Duitse of van het Duits afgeleide woorden.

## Geboren in Simpelveld
- Frederik Edmond Brand (1823-1882), spoorwegingenieur, bierbrouwer en oprichter Brand Bierbrouwerij
- Jan Hubert (Sjeng) Coenen (1915-1944), verzetsstrijder bij de knokploeg Zuid-Limburg
- Wim Vanthoor (1944-2011), centraal bankier, econoom en monetair historicus.
- Step Vaessen (1965), (televisie)journaliste
- Ralph Hamers (1966), bankier
- Jolanda Jetten (1970), hoogleraar psychologie

## Nabijgelegen kernen
Bocholtz, Nijswiller, Eys, Ubachsberg, Spekholzerheide
Bovendien liggen in de omgeving van Simpelveld de buurtschappen Huls, Bosschenhuizen, Trintelen, Bulkemsbroek, Baneheide, Waalbroek, Baaks-Sweijer en Molsberg